# Comté de Loddon
Le comté de Loddon est une zone d'administration locale dans le nord-ouest du Victoria en Australie.
Il résulte de la fusion en 1995 des comtés de Loddon Est, Gordon, Korong, et d'une partie de la ville du grand Bendigo, des comtés de Bet Bet, Maldon et Tullaroop.
Le comté comprend les villes de Boort, Pyramid Hill et Wedderburn.